# Töbörétei Krascsenics család

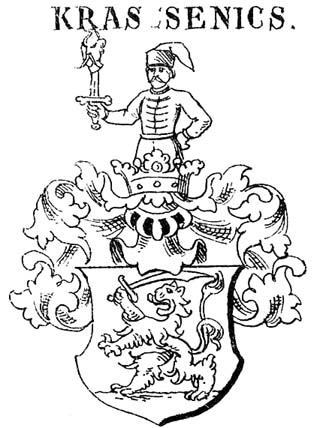
A töbörétei Krascsenics család nemesi címere (Siebmacher könyvből)

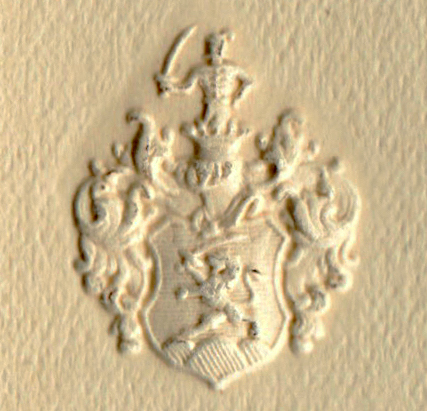
Az Etey/Krascsenics család címere egy névjegykártyán

A töbörétei Krascsenics család egy ma is élő Pozsony vármegyei származású római katolikus magyar nemesi família, amely többféle írásmódban is szerepel: „Krastsenics, Krascsenits, Krasčenič”, valamint „Éthey, Etey”.

## Története
Nemesi előneve a felvidéki Töböréte falura utal. Ethey másképp Krascsenics János 1681. november 29-én magyar nemességet, illetve címeres nemeslevelet szerzett adományban I. Lipót magyar királytól. Az 1754/55. évi orsz. nemesi összeíráskor Pozsony vármegyében Imre, Pál, András, István, János és Márton igazolják nemességüket.
Krascsenics János kincstári ülnök és táblabíró Pozsony vármegyétől 1796. április 29-én nyerte nemesi bizonyítványát. A Temes vármegyei voksoló nemesekről vezetett 1838. évi lajstromban »töbör-etei« előnévvel és »kir. tanácsos« jelzéssel fordul elő. Ennek apja vélhetően Mihály, aki helytartósági jegyző (juratus notarius maiestatis) volt. Még korábbi házassági anyakönyvi forrás (nobilis) Krascsenics Imrét említi, aki 1758. január 15-én vette el Újfalun a régi pókateleki Kondé család sarját, Kondé Juliannát. Krascsenics Vendel (1806–1849) ügyvéd, 1846-ban Pozsony vármegyei rendszerinti esküdt. Krascsenics Vendel neje kisfaludi Nagy Franciska (1817–1865), ennek szülei kisfaludi Nagy János és villei Pribék Zsuzsanna; nagyszülei Nagy János, és ásványi Balassa Erzse, valamint Pribék István és sárosfai és nádasdi Bittó Franciska voltak.
Krascsenics Vendel, ügyvéd, pozsonyi esküdt, és kisfaludi Nagy Franciska fia Krascsenics József István (1838–1914) urasági gazdatiszt, körjegyző Miskolcon hunyt el. Krascsenics József István neje szül. litasi és derezslényi Litassy Emília (1842–1925); ennek szülei litasi és derezslényi Litassy Rudolf vármegyei esküdt, és nagyszegi Sárkány Anna (*1818); nagyszülei Litassy Lázár és Nagy Mária, valamint Sárkány István (1779–1824), és nagyabonyi Csiba Anna Julianna Magdolna (*1782) voltak. Krascsenics József István és Litassy Emília gyereke Krascsenics Ferenc József (1868–1950) Pozsonyi, majd budapesti ügyvéd, ugyanitt m. kir. közp. járásbírósági bíró a Kúria épületében; signum laudis érdemérmes I. vh.-s százados. Ennek gyerekei 1919-ben belügyminiszteri engedéllyel Eteyre változtatják a nevüket. Krascsenics Ferenc József neje Vaymár Jolán (1880–1976), akinek apja Vaymár Sándor (*1834) nagyszombati ügyvéd, és apai nagyapja perillustris dominus Vaymár Ferdinánd, (1786–1853), erdődi Pálffy Antal herceg uradalmi igazgatója, jószágkormányzója (provisor) volt Detrekőn és Malackán. Krascsenics Ferenc József leánytestvére Krascsenics Mária Borbála (1839–1867), akinek férje nemes Thanhoffer Ferenc (†1909, Miskolcon), gróf Zichy-Meskó Jakab uradalmi főintézője volt. A Krascsenics család ezen ágának leányági felmenői között szerepelnek még a gyerkényi Pyber, körösnadányi báró Nadányi, dergi Somogyi, vicei Mindszenthy, nádasdi Nádasdy, várbogyai és nagymádi Bogyay, bajcsi és gecelfai Bajcsy, paári Gáffor, dubraviczai Dubraviczky, kisendrédi Endrédy, mezőszegedi Szegedy, szentgyörgyvölgyi Csupor, dunanedecei és lábatlani Nedeczky, turcsányi Turchányi, bánóci Bánóczy, nagybossányi és nagyugróci Bossányi, ordódi és alsólieszkói Ordódy, szmrecsányi Szmrecsányi, domanoveci és lestinei Zmeskál, szentmiklósi és óvári Pongrácz, borcsici Borcsiczky, madocsányi Madocsányi, keszölcési Chontffy családok.
Szintén Pozsony megyéből való Krascsenics Károly cs. és kir. járásbírósági tollnokként szerepel 1860-ban Nógrád vármegyében. Krascsenics Kálmán (1829–1894), földbirtokos és 1848–49-es honvédfőhadnagy, és neje a nagybudafai Vermes családból való nagybudafai Vermes Mária (1841–1901), valamint fiuk Krascsenics Sándor (végzett jogász,1859–1882) sírja a pozsonyi Szent András-temetőben található. Krascsenics Imre (1839–1916), az esztergomi főkáptalan erdőmestere, nagyszelezsényi birtokát fia, Ethey Gyula (1878–1957), 1920 előtt főszolgabíró, felvidéki magyar helytörténész, 1945-ös elkobzásáig igazgatta. A Pozsony vármegyei Tejfalun is rendelkezett birtokkal a család, ahol többek között Krascsenics Zsigmond táblabíró élt. Krascsenics Sándor földbirtokosnak és Karácsony Juliannának a fia, Krascsenics Béla (1811–1898), földbirtokos, aki a Veszprémi püspökség káptalani tiszttartójaként dolgozott. Csopakon borgazdaságot létesített, és kúriát épített Krascsenics Béla káptalani tiszttartó 1840 körül. A kúria lányán keresztül, akinek férje Eőry Vilmos volt, az Eőry család birtokába került. Rokonuk, Deák Ferenc, sokat tartózkodott Csopakon. A ház ma is az Eőry család tulajdonában van.
Krascsenics János (1802–1890), erdődi Pálffy János gróf uradalmi gazdászati tanácsadója volt. Krascsenics Ferenc (1821–1885) (neje pornoki és felsőpulyai Bertalanffy Zsófia † Baka, 1909) hites ügyvéd, földbirtokos, a csallóköz-központi takarékpénztár és népbank elnöke, 1848–49-es honvédhadbíró százados (előbb főhadnagy), országgyűlési képviselő. 1937. február 13-án Horthy Miklós kormányzó ennek unokájának, vitéz töbörétei Éthey-Krascsenits Árpád nyugállományú századosnak a balatongyöröki (Zala vármegye) 1095. számú telekjegyzőkönyvben 218/5. b. helyrajzi szám alatt felvett 1100 négyszögölet mint vitézi telket adományozza. Krascsenits Árpád százados a vitézi rend Zala vàrmegyei Keszthelyi járás vitézi szakaszának hadnagya volt.

## Címere
A pajzs kék udvarában aranyszínű kétfarkú oroszlán zöld talajon, mely első jobb lábában szablyát tart. Sisakdísz: kiemelkedő, kalpagos vitéz, aki jobb karjában kardot magasba emel, azon török fejjel.